# نيكولا لاريني
نيكولا لاريني (بالإيطالية: Nicola Larini)‏ مواليد 19 مارس 1964، هو سائق سباقات إيطالي. كان أول سباق له في الفورمولا 1 هو سباق الجائزة الكبرة الإيطالي 1987. خاض خلال مسيرته 75 سباقاً.

## سباقات شارك فيها
- بطولة فورمولا 3 الإيطالية
- بطولة العالم لسيارات السياحة

## روابط خارجية
- نيكولا لاريني على موقع DriverDB.com (الإنجليزية)